# Sarah Forster
Sarah Forster (* 19. Mai 1993 in Berneck) ist eine Schweizer Eishockeyspielerin, die seit Juli 2022 bei den Metropolitan Riveters in der  Premier Hockey Federation unter Vertrag steht. Zuvor war sie über einige Jahre in der Svenska damhockeyligan (SDHL) aktiv.

## Karriere

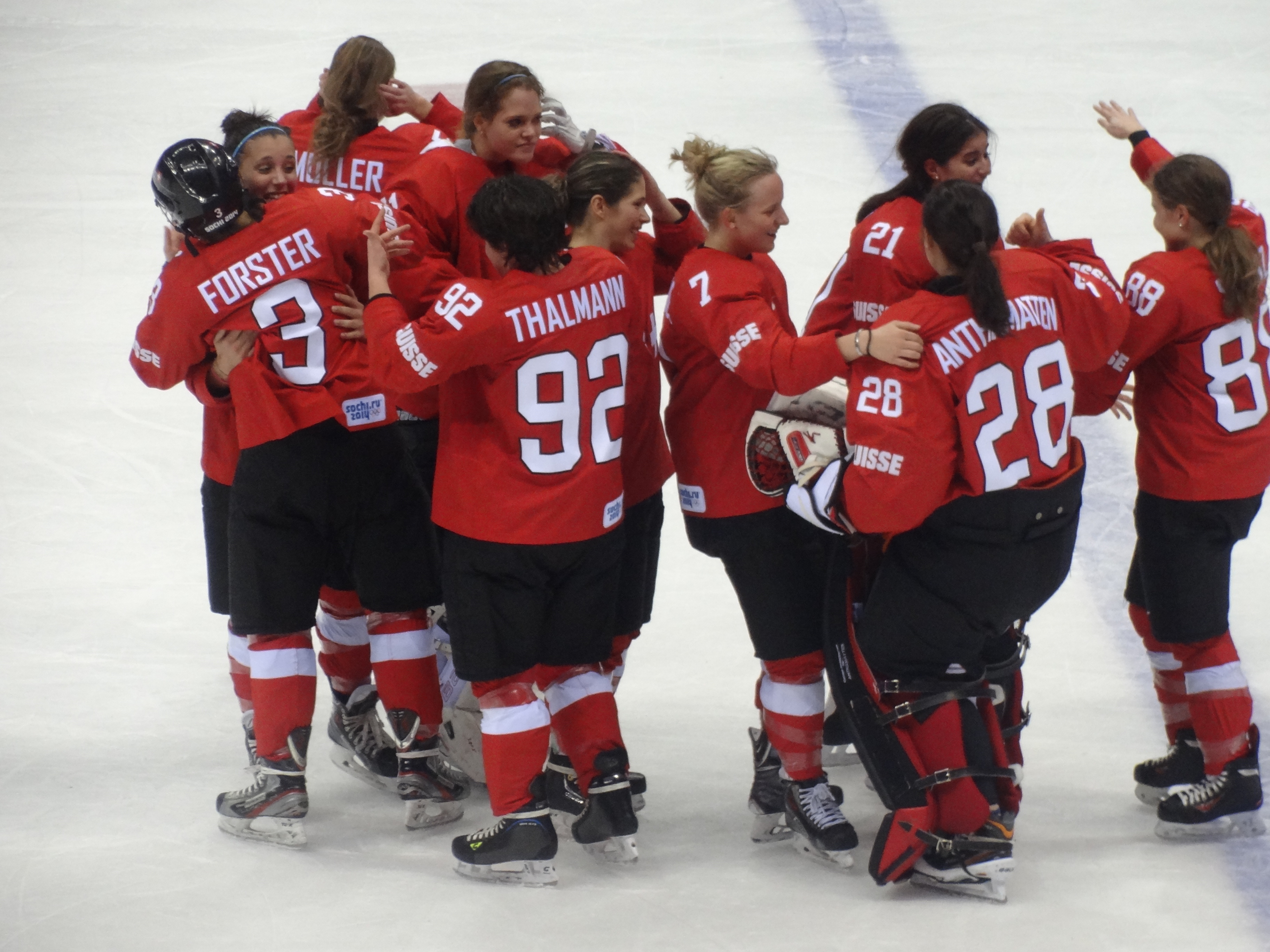
Sarah Forster (Nr. 3) im Trikot der Schweizer Nationalmannschaft

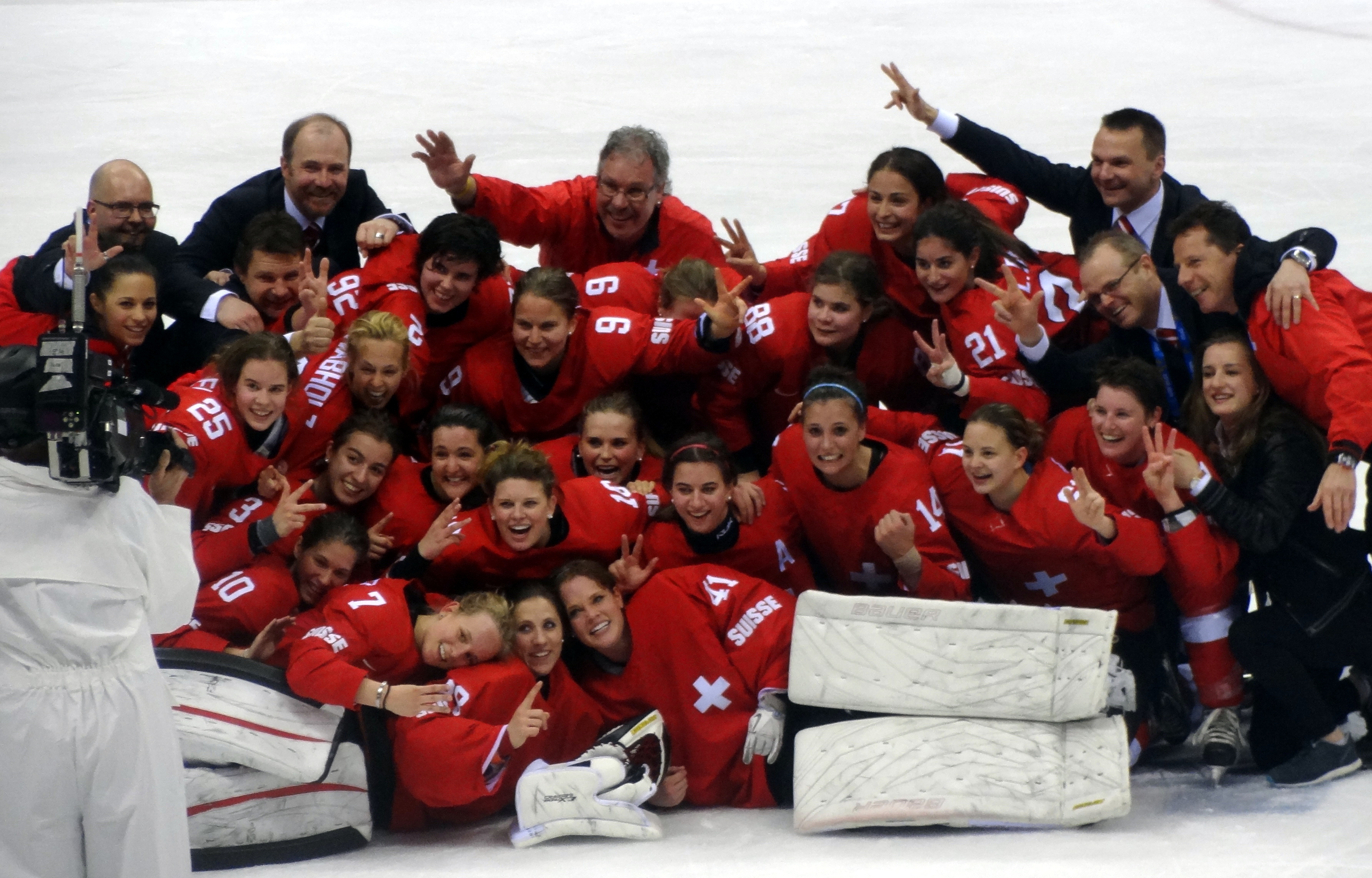
Gewinn der Bronzemedaille bei den Olympischen Winterspielen 2014, Forster (Nr. 3) links, 3. Reihe

Sarah Forster begann ihre Karriere im Nachwuchsbereich des HC Ajoie, für dessen männliche Juniorenteams (zuletzt die U20-Top-Junioren) sie bis 2013 aktiv war. Ab 2011 spielte sie parallel für das Ladies Team des HC Lugano in der Swiss Women’s Hockey League A und gewann mit der Frauenteam 2014 die Schweizer Meisterschaft. Im Dezember 2014 entschloss sie sich zu einem Wechsel nach Schweden in die Svenska damhockeyligan zum Linköpings HC. Bis zum Ende der Saison 2013/14 absolvierte sie 15 Spiele für den schwedischen Klub und gewann mit diesem (und Nationalmannschaftskollegin Stefanie Marty ) den schwedischen Meistertitel.
Zur Saison 2015/16 kehrte Forster in die Schweiz zurück und wurde von der Neuchâtel Hockey Academy verpflichtet. Parallel trainierte sie beim Amateur-Herren-Team aus der 2. Liga Delémont-Vallée.
Vor der Spielzeit 2018/19 kehrte Forster nach Schweden zurück, wo sie bis 2020 für Brynäs IF in Gävle spielte. Anschließend folgten je eine Spielzeit bei Leksands IF und dem AIK, ehe sie im Juli einen Vertrag bei den Metropolitan Riveters in der  Premier Hockey Federation erhielt.

### International
Sarah Forster war Teil des Frauen-Nationalteams unter Trainerin Daniela Diaz, das 2014 an den Olympischen Winterspielen in Sotschi im Spiel um den dritten Platz gegen Schweden die Bronzemedaille gewann.
Auch an den Olympischen Winterspielen 2018 in Pyeongchang gehörte sie zum Aufgebot der Schweizerinnen. Im Viertelfinal scheiterte das Team an den Olympischen Athletinnen aus Russland.

## Erfolge und Auszeichnungen
- 2010 Aufstieg in die Top-Division bei der U18-Frauen-Weltmeisterschaft der Division I
- 2012 Bronzemedaille bei der Weltmeisterschaft
- 2014 Schweizer Meister mit dem Ladies Team Lugano
- 2014 Bronzemedaille bei den Olympischen Winterspielen
- 2015 Schwedischer Meister mit dem Linköpings HC

## Karrierestatistik
(Legende zur Spielerstatistik: Sp oder GP = absolvierte Spiele; T oder G = erzielte Tore; V oder A = erzielte Assists; Pkt oder Pts = erzielte Scorerpunkte; SM oder PIM = erhaltene Strafminuten; +/− = Plus/Minus-Bilanz; PP = erzielte Überzahltore; SH = erzielte Unterzahltore; GW = erzielte Siegtore; 1 Play-downs/Relegation; Kursiv: Statistik nicht vollständig)

## Persönliches
Sarah Forster stammt aus einer Familie, in der Eishockey einen grossen Stellenwert hatte, so auch bei ihrer Schwester Justine und ihrem Bruder Gaëtano. Ihr Vater Marcel spielte in den 1980er Jahren in der Nationalliga B. Neben ihrer Karriere als Eishockeyspielerin arbeitete Forster als kaufmännische Angestellte bei einer Autowerkstatt.